# Анисович, Владислав Леопольдович
Владислав Леопольдович Анисович (20 июня 1908, Луганск, Екатеринославская губерния — 30 августа 1969, Алупка, Крымская область) — российский советский живописец, график и педагог, член Ленинградского Союза художников.

## Биография
В. Л. Анисович родился 7 июня 1908 года в Луганске. В 1927—1928 годах занимался на Рабфаке при Харьковском художественном техникуме, в 1929 году поступил во ВХУТЕИНе в Москве. В 1930 году после закрытия института был переведён в ленинградский Институт пролетарского изобразительного искусства. Занимался у А. Савинова, Р. Френца. Окончил институт в 1931 году с присвоением звания художника монументальной живописи. Дипломная работа — «Собрание в колхозе». В 1931 женился на однокурснице художнице Чесноковой Александре Семёновне (1908—1988).
После окончания учёбы продолжил занятия в аспирантуре института. Диссертационная работа — «Спартаковское восстание в Германии» (Русский музей). Участник выставок с 1935 года. Писал портреты, историко-революционные и жанровые композиции, пейзажи. Член Ленинградского Союза художников с 1932 года. С 1933 по 1969 год преподавал в Ленинградском институте живописи, скульптуры и архитектуры имени И. Репина. Автор картин «Переход отряда К. Ворошилова из Луганска в Царицын» (1932), «Концерт артистов Мурманского театра на фронте», «Восстановление Мончегорского комбината» (обе 1947), «Штурм Перекопа» (1949), «Портрет научного сотрудника публичной библиотеки им. Салтыкова-Щедрина И. Строгова» (1951), «Портрет артистки Д. Журба» (1956), «Портрет студентки ЛГУ О. Ефимцевой» (1968), «Нашествие» (1969) и других.
Скончался в 30 августа 1969 года в Алупке на 62-м году жизни. Похоронен в Ленинграде.
Произведения В. Л. Анисовича находятся в Государственном Русском музее, в музеях и частных собраниях в России, Великобритании, Франции и других странах.

## Выставки
- 1951 год (Ленинград): Выставка произведений ленинградских художников.
- 1957 год (Ленинград): 1917 - 1957. Выставка произведений ленинградских художников.
- 1977 год (Ленинград): Выставка произведений ленинградских художников, посвящённая 60-летию Великого Октября.
- 1985 год (Ленинград): 40 лет Великой победы. Выставка произведений художников - ветеранов Великой Отечественной войны.